# Berkholz-Meyenburg
Berkholz-Meyenburg is een voormalige gemeente in de Duitse deelstaat Brandenburg, en maakt deel uit van de Landkreis Uckermark. Met vier andere gemeenten maakte de gemeente deel uit van het Amt Oder-Welse. Per 19 april 2022 is zij een Ortsteil van Schwedt/Oder.
Berkholz-Meyenburg telt 1.256 inwoners.